# Obtusodonta manitobae
Obtusodonta manitobae är en stekelart som beskrevs av Heinrich 1962. Obtusodonta manitobae ingår i släktet Obtusodonta och familjen brokparasitsteklar. Inga underarter finns listade i Catalogue of Life.